# Anton Mahnič
Anton Mahnič, slovenski škof, teolog, pesnik, pisatelj, kritik slovenskega kulturnega in duhovnega življenja in urednik, * 14. september 1850, Kobdilj, Avstro-Ogrska † 14. december 1920, Zagreb, Kraljevina Srbov, Hrvatov in Slovencev - SHS.

## Življenjepis
Anton Mahnič se je rodil 14. septembra 1850 v Kobdilju, župnija Štanjel na goriškem Krasu. Oče mu je bil Anton st., mati mu je bila Marija (roj. Jerič).

### Vzgojitelj in profesor
Leta 1871 je v Gorici končal gimnazijo, 1874 teologijo in postal duhovnik. Mašniško posvečenje je prejel v goriški stolnici 30. avgusta 1874. Od oktobra 1875 do septembra 1891 je bil prefekt oziroma vzgojitelj, potem do 1895 ravnatelj v deškem semenišču v Gorici. Tu se je pripravljal na doktorat in bil obenem vpisan na dunajski univerzi. Na Dunaju je 11. maja 1881 doktoriral iz teologije. V goriškem bogoslovju je postal 20. septembra 1880 suplent, 29. julija 1881 pa profesor svetega pisma nove zaveze na bogoslovskem učilišču v Gorici vse do imenovanja za škofa.

### Škof na Krku
Leta 1896 ga je Leon XIII. imenoval za škofa na Krku, s sedežem v največjem mestu na otoku, Krku. Posvečen je bil v goriški stolnici 3. decembra 1896. Bil je prvi škof, ki te svoje otoške škofije ni opravljal le od daleč, z Dunaja, Trsta ali drugod, ampak je stalno tudi živel na Krku. 
6. februarja 1911 je bil glavni posvečevalec novega tržaško-koprskega škofa Andreja Karlina.
Na Krku se je pokazal kot odličen branilec hrvaškega naroda na otoku proti italijanski okupaciji in bil zato preganjan. Proitalijansko usmerjeni so ga tožili celo v Vatikanu, sam pa je po koncu prve svetovne vojne večkrat javno protestiral proti italijanskim oblastem. Zato so ga za leto dni konfinirali v Italiji v Frascatiju pri Rimu, od koder se je vrnil bolan in je v Zagrebu umrl.

## Literarno delovanje
Mahnič je v mladosti objavljal poezijo in prozo. Novembra 1884 je prevzel uredništvo škofijskega lista Folium periodicum, kjer je v latinščini pisal vzgojna pisma Paedagogica (1881 do 1889). Med drugimi prispevki je nastopal kot kritik že v latinskih prispevkih.
Najprej se je lotil nemških pesnikov in pisateljev, ki so jih v šoli poveličevali, medtem ko so vplivali na dijake drugače kot katoliški katekizem, ki jim je bil vodilo zdoma. Nato je njegovo kritično pero ošinilo tudi slovenske pesnike in pisatelje, zlasti njihovo posvetno in takrat sodobno literarno usmerjenost "svetobolje" (mal du siècle), ki ga je našel zlasti pri poljudnem pesniku in pisatelju Stritarju. Zanimivo, da na to ni bilo odmevov v javnosti, saj na splošno večina takratnega izobraženstva ni ali znala ali brala latinskih člankov v kakem (v tem primeru v goriškem) nadškofijskem glasilu. Čisto drugačen je bil odmev, ko je isto zadevo začel objavljati v slovenščini. Završalo je pa v liberalnem taboru takrat, ko je s svojim ostrim peresom zbodel podobno usmerjenost v nekaterih med ljudstvom znanih in priljubljenih pesmih, ki jih je sestavil "Goriški slavček" in celo katoliški duhovnik Gregorčič. Ta "burja s krasa" j prerasla tudi v politični "razkol" med "staroslovenci" in "mladoslovenci", kar je privedlo do "ločitve duhov", kar je bil pravzaprav tudi glavni namen njegovega "Rimskega katolika".  

### Dvanajst večerovter kritika Gregorčiča
V poljudni obliki je svoje misli prelil v podlistke Dvanajst večerov (Slovenec 1884); v njih je razvijal svojo zamisel katoliške estetike. Kot vzgojitelj je menil, da lahko vpliva branje sodobnih nemških, pa tudi slovenskih pesnikov in pisateljev, ki jih je predpisovala šolska oblast, kvarno na učečo se mladino. Če njegove misli o škodljivem vplivu sodobnih filozofskih tokov v takratni Avstro-Ogrski niso imele odmeva v širši javnosti – ki latinščine ni  razumela - , pa so njegovi »večeri« v slovenščini zbudili na eni strani burno odobravanje, na drugi pa nepomirljivo odklanjanje.
V listu Rimski katolik se je lotil realizma, naturalizma, ateizma, panteizma in nihilizma, ki ga je prepoznal v delih Trdina, Jurčiča, Tavčarja in Levstika. 
Da bi svoji tezi dal težo, se je najprej lotil Prešerna – ko je odklanjal njegovo »grešno ljubezen«. »Če čutiš, kar opevaš, je ta ljubezen grešna – če pa tega ne čutiš, potem nisi pesnik.« Na podoben način je razčlenjeval tudi priljubljenega Gregorčiča, zlasti njegovo pesnitev »Človeka nikar!«, in mu v njej očital vpliv Schopenhauerjevega svetožalja ali svetobolja. Gregorčič se je branil, da Schopenhauerja niti ne pozna; pod njegov vpliv je pa verjetno res prišel prek Stritarja.
To je izzvalo hudo razburjenje v liberalnem taboru, s katerim je do tedaj klerikalni tabor zvesto sodeloval. Posredno je to vplivalo na »ločitev duhov«. Vplivalo je tudi na ustanovitev katoliške Slovenske ljudske stranke (1892).

### Iz dnevnika Štefana Hoduljeter4000
V to peresno vojno, ki so jo povzročili Mahničevi nazori o umetnosti in narodnosti, je Ivan Tavčar 1891 posegel s satirično utopijo 4000. Tavčar je sklenil osmešiti Mahničevo početje in njegov pogled na svet in življenje. Po Tavčarju naj bi Mahnič obsojal vse, kar ni bilo v skladu s cerkvenimi dogmami; zahteval, da si Slovenci kot katoliški narod uredijo narodno, politično in literarno življenje po katoliških načelih. V Rimskem katoliku je Mahnič pod psevdonimom Tone od Kala priobčeval spis Iz dnevnika Štefana Hodulje. V njem se je spotikal ob »pregrešne« ljubezenske in »svetobolne« pesnike ter pisatelje, meščansko življenje in drugo ter pokazal na usodne posledice na življenje. Tavčar je nasproti temu nameraval v svoji satiri napisati »času primerno povest iz prihodnjih dob« s podnaslovom »po vzorih dr. Ničmaha napisal dr. Nevesekdo«. Govorilo se je, da je Tavčar to svoje delo na zahtevo spovednika preklical, vendar je Tavčar sam govorice zanikal.
V podlistku Slovenca je 1885 in 1886 izhajal njegov roman Zadnji samotar.

## Smrt in češčenje

### Bolezen, izgnanstvo in smrt
Anton Mahnič je hudo zbolel za rakom na prostati že konec vojne. Po vojni, ko je njegovo škofijo zasedla Italija, so se zato zanj začeli hudi časi. Poslabšalo se mu je tudi zdravje in želel se je odpraviti na zdravljenje v Zagreb. Ker je neustrašeno in javno oporekal nasilju in potujčevanju, so ga s prevaro pregnali s Krka. Italijanska okupacijska oblast je ponj poslala torpedovko, s katero naj bi se odpeljal na kopno in nato odpotoval proti Zagrebu; vendar je ladja namesto v Senj zaplula v italijansko pristanišče Ancono. Od tam so Mahniča odpeljali v mesto Frascati – 20 km jugovzhodno od Rima. Tam so ga vtaknili v hribovski puščavniški dom Eremo di Camaldoli, kjer se mu je v  izgnanstvu zdravje še poslabšalo. Ko so ga marca 1920 končno pustili na svobodo, se je nameraval zdraviti v Varaždinskih toplicah, vendar ni imel dovolj denarja. Umrl je 14. decembra tega leta na domu zagrebškega nadškofa Antona Bauerja. Najprej so ga pokopali na zagrebškem osrednjem pokopališču Mirogoju; potem so truplo prenesli v cerkev sv. Frančiška Ksaverskega v Zagrebu, a leta 2002 v krško stolnico.

### Postopek za beatifikacijo
14. decembra 2013 – na 93-letnico njegove smrti, se je v krški stolnici Marijinega vnebovzetja začel s slovesno sveto mašo postopek za prištetje k blaženim in svetim krškega škofa in goriškega rojaka Antona Mahniča. Slavje je vodil krški škof Valter Župan. Temu pomembnemu dogodku na poti svetništva so prisostvovali: reški metropolit in nadškof Ivan Devčić, poreško-puljski škof Dražen Kutleša, koprski škof Jurij Bizjak, okrog petdeset duhovnikov in množica vernikov. Navzoč je bil tudi jezuit Božidar Nagy, postulator za beatifikacijo Ivana Merza, ki je bil s škofom Mahničem posebno povezan; saj je Merz prvi blaženec, ki je izšel iz Mahničevega Katoliškega gibanja.
V spremnem programu, ki ga je pod naslovom Božji služabnik Anton Mahnič-včeraj in danes vodila urednica na Hrvaškem katoliškem radiu Tanja Popec, so pokazali, kako so Mahničeve vizije še vedno aktualne, živijo v krški škofiji in hrvaškem narodu. Postulator postopka Saša llijić je povedal, da so s tem programom želeli poudariti Mahničevo cerkvenost in pastoralno usmerjenost, temelječo na konkretni zavzetosti za človeka, narod in Cerkev. Posebej njegovo delo za mlade, Hrvaško katoliško gibanje in duhovnike.

## Dela
- Acta curiae episcopalis Veglensis, 1898-1918 (I-XXI)
- Acta et Decreta I. Sinodi Veglensis, Veglae 1901.
- Acta et Decreta II. Sinodi Veglensis, Veglae 1911.
- Dr. Anton Mahnič, Več luči, Iz »Rimskega katolika« zbrani spisi, Uredil dr. Aleš Ušeničnik, Ljubljana 1912,
- Folium periodicum Archidieceseos Goritienssis, Gorica
- Hrvatska Straža, Časopis namijenjen filozofiji i drugim znanostima, Krk-Senj 1903-1918
- Katoliški obzornik, Izdaja »Leonova družba« v Ljubljani, 1897-1906 (I-X).
- Rimski katolik, Urejeval in izdajal dr. Anton Mahnič, profesor bogoslovja v Gorici, 1889-1896, (I-VIII), Gorica.
- SS. Eucharistia, Vestnik »Duhovnikov častivcev«, slovenskih in hrvatskih, Krk, 1902-1910 (I-IX) (slovenski, hrvaški in latinski članki).
- Svećenička zajednica pod zaštitom Presv. Srca Isusova, Glasilo diecezanskih urdruga hrvatskoh i slovenskog svećenstva i Družbe Svećenika Klanjalaca, Krk, 1911-1918 (I/X/-VIII/XVII/).